# Vuelta Ciclista de Chile 2017
La Vuelta Chile Cachantun 2017, es la 32.ª edición de la Vuelta Ciclista de Chile, y se disputó desde el 11 hasta el 15 de octubre de 2017 recorriendo la zona centro y sur de Chile, partiendo desde Concepción y finalizando en Santiago.
A inicios de 2017 el Gerente General de la Federación Ciclista de Chile, Marcelo Meza, confirmó que la carrera «Vuelta de Chile» volvería a disputarse tras cinco años suspendida. Finalmente pasó por las ciudades de Concepción, Chillán, Talca, Curicó, San Fernando, Graneros, Colina, Lo Barnechea y Santiago. Además se llevaron a cabo fechas clasificatorias para determinar los diez equipos chilenos que estuvieron en la competencia, a quienes se sumaron cinco equipos extranjeros.
Formó parte del UCI America Tour 2017. Se disputó sobre 5 etapas para totalizar casi 552,4 km.
El ganador de la clasificación general fue el colombiano Nicolás Paredes del equipo Medellín-Inder, quien fue escoltado en el podio por el también colombiano Cristhian Montoya (Medellín-Inder) y por el mexicano Efrén Santos.
En las clasificaciones secundarias, el Canel's–Specialized ganó con Efrén Santos (montaña). La regularidad fue para Mauro Richeze (Asociación Civil Agrupación Virgen de Fátima) mientras que en sub-23 se consagró Javier Montoya (Medellín-Inder). La clasificación por equipos quedó en manos de los colombianos de Medellín-Inder.

## Equipos participantes
Los equipos de Chile disputaron previamente varias carreras y a través de ellas se realizó un ranking donde los 10 mejores tuvieron acceso a la participar de la competición. Para esta edición la carrera sumó 5 equipos extranjeros más, siendo 15 escuadras las que participaron, las 10 chilenas y 5 extranjeras totalizando 90 corredores de los que 78 llegaron al final.
| Locales                                 | Extranjeros         |
| --------------------------------------- | ------------------- |
| Trek Chilenazo - Lo Mejor De Lo Nuestro | Medellín - Inder    |
| Unión Ciclista Curicó                   | Selección Uruguay   |
| Kilómetro Cero                          | Canel's–Specialized |
| Chile España San Fernando               | Virgen de Fátima    |
| Regional Talca                          | Memorial Santos     |
| Quinta Normal - Canata - Fasser         |                     |
| Team Skippy-Becat                       |                     |
| Club Ciclista Team CCA                  |                     |
| Team Lippi Colorado Bikes               |                     |
| Sportmarket                             |                     |

## Etapas
| Etapa       | Fecha     | Recorrido                            | type                     | Distancia (km) | Ganador                               | Líder           |
| ----------- | --------- | ------------------------------------ | ------------------------ | -------------- | ------------------------------------- | --------------- |
| 1.ª etapa   | 11 de oct | Concepción – Chillán Viejo           | etapa de media montaña   | 128,3          | Adrián Alvarado                       | Adrián Alvarado |
| 2.ª etapa A | 12 de oct | Talca – Curicó                       | etapa escarpada          | 96,8           | Mauro Richeze                         | Adrián Alvarado |
| 2.ª etapa B | 12 de oct | Curicó – Curicó                      | contrarreloj por equipos | 8,7            | Trek Chilenazo-Lo mejor de lo nuestro | Gonzalo Garrido |
| 3.ª etapa   | 13 de oct | San Fernando – Graneros              | etapa escarpada          | 114,3          | Mauro Richeze                         | Gonzalo Garrido |
| 4.ª etapa   | 14 de oct | Colina – Valle Nevado                | etapa de montaña         | 124,3          | Cristhian Montoya                     | Nicolás Paredes |
| 5.ª etapa   | 15 de oct | Santiago de Chile – Estadio Nacional | etapa llana              | 80             | Gonzalo Miranda                       | Nicolás Paredes |

## Clasificaciones finales
Las clasificaciones culminaron de la siguiente forma:

### Clasificación general
| \| Clasificación general \| Clasificación general \| Clasificación general \| Clasificación general \| Clasificación general \| \| Ciclista \| Ciclista \| Equipo \| Tiempo \| \| \| --------------------- \| ---------------------- \| ------------------------------------- \| --------------------- \| --------------------- \| \| 1.º \| Nicolás Paredes \| Medellín-Inder \| 13 h 23 min 42 s \| \| \| 2.º \| Cristhian Montoya \| Medellín-Inder \| + 21 s \| \| \| 3.º \| Efrén Santos \| \| + 1 min 20 s \| \| \| 4.º \| Víctor García Estévez \| Canel's-Specialized \| + 1 min 39 s \| \| \| 5.º \| Brayan Ramírez \| Medellín-Inder \| + 2 min 50 s \| \| \| 6.º \| Javier Ignacio Montoya \| Medellín-Inder \| + 3 min 13 s \| \| \| 7.º \| Patricio Almonacid \| Trek Chilenazo-Lo mejor de lo nuestro \| + 3 min 46 s \| \| \| 8.º \| Walter Vargas \| Medellín-Inder \| + 4 min 26 s \| \| \| 9.º \| Marco Arriagada \| Unión Ciclista Curicó \| + 4 min 58 s \| \| \| 10.º \| Eduardo Corte \| Canel's-Specialized \| + 5 min 50 s \| \| |                        |                                       |                  |
| |                        |                                       |                  |
| |                        |                                       |                  |
| Clasificación general |                        |                                       |                  |
| Ciclista | Ciclista               | Equipo                                | Tiempo           |
| 1.º | Nicolás Paredes        | Medellín-Inder                        | 13 h 23 min 42 s |
| 2.º | Cristhian Montoya      | Medellín-Inder                        | + 21 s           |
| 3.º | Efrén Santos           |                                       | + 1 min 20 s     |
| 4.º | Víctor García Estévez  | Canel's-Specialized                   | + 1 min 39 s     |
| 5.º | Brayan Ramírez         | Medellín-Inder                        | + 2 min 50 s     |
| 6.º | Javier Ignacio Montoya | Medellín-Inder                        | + 3 min 13 s     |
| 7.º | Patricio Almonacid     | Trek Chilenazo-Lo mejor de lo nuestro | + 3 min 46 s     |
| 8.º | Walter Vargas          | Medellín-Inder                        | + 4 min 26 s     |
| 9.º | Marco Arriagada        | Unión Ciclista Curicó                 | + 4 min 58 s     |
| 10.º | Eduardo Corte          | Canel's-Specialized                   | + 5 min 50 s     |

### Clasificación de la montaña
| Clasificación de la montaña | Clasificación de la montaña | Clasificación de la montaña | Clasificación de la montaña | Clasificación de la montaña |
| Ciclista                    | Ciclista                    | Equipo                      | Puntos                      |                             |
| --------------------------- | --------------------------- | --------------------------- | --------------------------- | --------------------------- |
| 1.º                         | Efrén Santos                |                             | 34 pts                      |                             |
| 2.º                         | Cristhian Montoya           | Medellín-Inder              | 28 pts                      |                             |
| 3.º                         | Víctor García Estévez       | Canel's-Specialized         | 27 pts                      |                             |

### Clasificación de la regularidad  (por puntos)
| Clasificación por puntos | Clasificación por puntos | Clasificación por puntos                     | Clasificación por puntos | Clasificación por puntos |
| Ciclista                 | Ciclista                 | Equipo                                       | Puntos                   |                          |
| ------------------------ | ------------------------ | -------------------------------------------- | ------------------------ | ------------------------ |
| 1.º                      | Mauro Richeze            | Asociación Civil Agrupación Virgen de Fátima | 37 pts                   |                          |
| 2.º                      | Adrián Richeze           | Asociación Civil Agrupación Virgen de Fátima | 35 pts                   |                          |
| 3.º                      | Joel Prado               | Memorial-Santos-Fupes                        | 23 pts                   |                          |

### Clasificación de los jóvenes
| Clasificación del mejor joven | Clasificación del mejor joven | Clasificación del mejor joven | Clasificación del mejor joven | Clasificación del mejor joven |
| Ciclista                      | Ciclista                      | Equipo                        | Tiempo                        |                               |
| ----------------------------- | ----------------------------- | ----------------------------- | ----------------------------- | ----------------------------- |
| 1.º                           | Javier Ignacio Montoya        | Medellín-Inder                | 13 h 26 min 21 s              |                               |
| 2.º                           | Jhonatan Casillas             | Canel's-Specialized           | + 8 min 46 s                  |                               |
| 3.º                           | Matías Arriagada              | Unión Ciclista Curicó         | + 9 min 49 s                  |                               |

### Clasificación por equipos
| Clasificación por equipos | Clasificación por equipos             | Clasificación por equipos | Clasificación por equipos |
| Equipo                    | Equipo                                | Tiempo                    |                           |
| ------------------------- | ------------------------------------- | ------------------------- | ------------------------- |
| 1.º                       | Medellín-Inder                        | 39 h 49 min 44 s          |                           |
| 2.º                       | Canel's-Specialized                   | + 5 min 30 s              |                           |
| 3.º                       | Trek Chilenazo-Lo mejor de lo nuestro | + 24 min 04 s             |                           |